# Жіночі нагороди
Нагороди для жінок — особливі відзнаки, якими удостоюють лише жінок. Здебільшого кількість таких нагород ніколи не перевищувала однієї-двох у державі, тож загальне число жіночих відзнак — досить невелике.

## Австрійське коріння орденів
Прообраз сучасних жіночих нагород виник на рубежі епохи Відродження та Нового часу в Західній Європі. Тоді започатковували жіночі ордени — як «лицарські» організації — для відзначення представниць королівських сімей або панянок, близьких до трону. Невдовзі це коло розширилося, й нині соціальне становище зазвичай не відіграє ключової ролі для нагородження, хоча в деяких країнах, наприклад, Великій Британії, й досі залишилися відзнаки винятково для жінок з монарших сімей.
Одним з найстарших вважають дамський династичний орден Рабинь Чесноти, заснований 1658 року овдовілою австрійською імператрицею Елеонорою Гонзагою. Він поступився пальмою першості лише лицарському ордену Мертвої Голови, створеному 1652-го, до котрого приймали і чоловіків, і, як виняток, жінок. Після нагородження учасниці ордену Рабинь Чесноти зобов'язувалися бути благочестивими й вести доброчинну діяльність, а в разі порушення цих норм кожній належало сплатити штраф. В організацію брали лише представниць монарших родин, число «благородних дам» мало обмежуватись тридцятьма. Однак здебільшого «кількісним» правилом нехтували — останнього року існування ордену в ньому перебувала понад тисяча жінок. Знак ордену мав два розміри — великий (для носіння під час святкових церемоній при дворі) та малий (для повсякденного носіння). В його основі був медальйон із зображенням сонця з людським обличчям, обрамленого лавровим вінком та абревіатурою «SOL. UBIQ. TRIUM.» («Всюди тільки тріумф»). Вважається, що знак носили на лівому плечі, але можливі й інші варіанти, зокрема на шиї.
1668-го Елеонора Гонзага започаткувала ще одну світську організацію для панянок — орден Зіркового Хреста. Приводом до цього стала пожежа в палаці: у вогні дивом уціліла сімейна реліквія — скринька, за переказами, виготовлена з дерева хреста, на якому розіп'яли Ісуса. Попри те, що золота оправа та прикраси зазнали значних пошкоджень, дерево не постраждало. Це неабияк вразило імператрицю, тож вона вирішила створити орден, учасниці якого мали присвячувати себе релігійній та благодійній діяльності. В організацію приймали лише католичок з числа вищої знаті, їхня кількість не обмежувалася. Одружена жінка могла вступити в орден з 18 років, а неодружена — після 40. Знак ордену являв собою двоголового орла, в центрі якого один на одному розміщені блакитний та червоний хрести. Носили його на чорному банті на плечі або грудях. Від дня заснування знак кілька разів змінював дизайн, однак як нагорода він існує й досі — в статусі династичної відзнаки Дому Габсбургів Лотарингських.

## Під ім'ям Луїзи
Досить довго побутував іспанський орден Марії Луїзи, започаткований 21 квітня 1792 року королем Карлосом IV на честь дружини і кузини, Марії-Луїзи Бурбон-Пармської. Згідно зі статутом, головою організації був король, а королева — великим магістром. Вона призначала «благородних дам», до обов'язків яких належали участь у богослужіннях, присвячених покровителю ордену — святому Фердинанду, відвідування лікарень і притулків та здійснення інших благодіянь. Знак ордену не мав ступенів і був виконаний у формі восьмипроменевого хреста. На аверсі центрального медальйона був зображений святий Фердинанд. Попри всі події в історії Іспанії, орденом Марії Луїзи відзначали представниць монархічних дворів усього світу аж до 1970-х. Відтоді нагородження ним не проводиться, хоча офіційно орден не скасований.
Ім'я «Луїза» фігурувало й у назві іншого відомого жіночого ордену, встановленого в серпні 1814-го королем Пруссії Фрідріхом Вільгельмом III на честь своєї дружини Луїзи Амалії Брауншвейг-Вольфенбюттельської. На відміну від більшості дамських відзнак того часу, цей орден був призначений для нагородження не лише представниць шляхетних станів, а всіх жінок — будь-якого соціального статусу, національності та віри — за заслуги перед Пруссією у сфері гуманітарної та благодійної діяльності. Першими цієї нагороди удостоїли німкень, що відзначилися під час наполеонівських війн, надаючи допомогу пораненим солдатам та офіцерам прусської армії. У мирний же час орденом заохочували за допомогу жертвам епідемій, стихійних лих тощо. Крім того, підставою для отримання нагороди була приналежність до прусського королівського дому. Під час заснування знак ордену мав лише один ступінь, але був двох різновидів: для християнок усіх конфесій (у вигляді золотого хреста, в центрі якого розміщувалася монограма «L» та сім п'ятикутних зірок) та нехристиянок (кругла золота медаль з монограмою «L»). 1865 р. орден розділили на ступені. До золотого хреста, що набув першого ступеня, додали срібний — другого, який ще й розділили на два класи. Також відомі нагородження особливим Великим хрестом ордену. Загалом відзнака «прожила» близько 100 років: її скасували 1918-го, а останні вручення відбувалися в період Першої світової війни.

## Від Саксонії до Японії
У відсотковому співвідношенні найбільше жіночих нагород започаткували курфюрсти та королі Саксонії: з шести створених ними орденів два були суто жіночими. Перший — орден Сидонії — затвердив 1870 р. король Йоганн, присвятивши його Сидонії Богемській, родоначальниці Альбертинської лінії, представники якої правили Саксонією впродовж кількох століть і до котрої належав він сам. Відзнака мала форму мальтійського хреста, всередині якого розміщувався медальйон із зображенням герцогині Сидонії. На відміну від багатьох інших, знак ордену не мав стрічки й кріпився до сукні фігурною шпилькою. Останньою нагородою королівства став орден Марії-Анни, встановлений у травні 1906-го правителем Саксонії Фрідріхом Августом ІІІ на честь його матері.
З-поміж створених кілька століть тому жіночих орденів незначну кількість вручають понині. Наприклад, орден Святої Ізабелли, заснований 1801 р. майбутнім королем Португалії, принцом Жуаном VI задля вшановування пам'яті королеви Ізабелли Арагонської, яку за доброчесність та допомогу бідним було канонізовано. У ХІХ столітті знак ордену вважали однією з найвишуканіших у ювелірному виконанні нагород світу. Він мав дві частини: королівську корону та медальйон із зображенням святої Ізабелли, що подає милостиню, оточений вінком із троянд. До одягу відзнака кріпилася за допомогою рожевої стрічки. Востаннє нагороду вручали торік влітку, щоправда, не як державну, а як династичну. Нею удостоєні близько двох десятків жінок за заслуги в сфері освіти, науки, мистецтва тощо.
А от на державному рівні й досі вручають орден Дорогоцінної (Священної) корони, встановлений імператором Японії Мейдзі ще в січні 1888 для нагородження «благородних дам, що надали виняткові послуги державі». Спочатку відзнака мала п'ять ступенів, але незабаром до них додали ще три. Вищі класи призначені для нагородження лише представниць імператорських чи королівських родин та вищої аристократії, а нижчі — для нетитулованих осіб. Примітно, що кілька разів ордена удостоювали й чоловіків. Наприклад, 1917-го за участь у Російсько-японській війні його вручили 10 медсестрам-волонтеркам зі США та 19 кореспондентам американських газет. Зовнішній вигляд знака ордену помітно відрізняється від згаданих вище європейських. На центральному медальйоні відтворено головний убір імператриці та міфічного птаха Хоо, а оточений він перлами та зображенням квітів сакури.

## Для військовичок, лікарок та матерів
У Сполучених Штатах Америки існує кілька премій, зокрема міжнародних, для відзначення лише жінок. Однак, якщо говорити суто про нагороди «в металі» — це пам'ятна медаль «Жіночий армійський корпус». 194 її затвердив президент США Франклін Рузвельт для заохочення жінок, що, не поступаючись чоловікам, несли службу в роки Другої світової війни в спеціальних жіночих корпусах армії. Нагорода складається з колодки та медальйона, на аверсі якого зображено голову богині війни Афіни в шоломі на фоні меча, дубової та лаврової гілок.
В Австралії кожен ступінь головної нагороди країни — ордена Австралії — має розподіл за «статевим принципом», тобто в кожному класі є окремо знаки для чоловіків та для жінок. Орден 1975-го започаткувала королева Великої Британії Єлизавета II, і спочатку він мав п'ять ступенів. За десять років найвищий з них — звання «Лицар» та «Дама» були скасовані, однак торік прем'єр-міністр Австралії Тоні Ебботт оголосив про намір відновити їх, назвавши навіть імена перших лауреатів та лауреаток. Крім того, в країні є жіноча нагорода — «Хрест для медсестер», створений 1989-го, однак його вручають дуже рідко.
Загалом же, відзнаки для медичних працівниць були започатковані в багатьох країнах. Найпрестижнішою та найвідомішою такою нагородою є медаль імені Флоренс Найтінгейл, встановлена Міжнародним комітетом Червоного Хреста та Червоного Півмісяця 1912 року. Нею відзначають лікарок, що завжди вірні своїй справі та виявляють хоробрість під час надання допомоги пораненим і хворим як під час воєнних дій, так і у мирний час. Номінують кандидаток двічі на рік, а імена нагороджених оголошують 12 травня — у день народження видатної сестри милосердя та громадської діячки Великої Британії — Флоренс Найтінгейл.
В ХХ сторіччі значного поширення набули нагороди, призначені для заохочення багатодітних матерів або родин. Одну з перших таких відзнак встановили в Німеччині 1938-го. «Почесний хрест німецької матері» мав три ступені: золотий присвоювали жінкам, які народили вісім і більше дітей, срібний — матерям шести-семи дітей, а бронзовий — матерям чотирьох-п'яти. Перше нагородження відбулося в День матері 21 травня 1939 р., коли хрест одночасно отримали 3 млн німкень. Востаннє відзнаку вручали 1944-го, й загалом за час існування нею заохотили близько 5 млн жінок. Нагороди для матерів засновували також в інших країнах Європи, Радянському Союзі. Певний час такі відзнаки були і в африканській Республіці Заїр (нині Конго): зокрема, там заохочували медалями «За материнські заслуги» та «За заслуги в подружньому житті». А у В'єтнамі з 1994 року присвоюють звання «Матері-героїні» з врученням «Золотої зірки», що вважається найвищою державною відзнакою.

## Російська імперія
Якщо в Європі прообраз сучасних жіночих нагород — династичний орден Рабинь Чесноти — заснували 1658 року, то в царській Росії перша така відзнака з'явилася лише через півстоліття. Орден створив Петро І на знак визнання заслуг дружини, Катерини I, під час невдалого Прутського походу 1711-го, в якому вони перебували разом. За однією з версій, коли російська армія опинилася в оточенні турецького війська, що значно перевищувало її чисельно, цариця віддала всі свої коштовності, щоб підкупити командувача ворожої армії й домовитися про перемир'я. Цей факт спростовували деякі учасники походу, однак усі відзначали: хоч Катерина I була на сьомому місяці вагітності, та в складних умовах поводилася дуже гідно й слугувала взірцем для чоловіків.
Спочатку відзнака була заснована лише для вшанування цариці й мала назву орден Визволення, але потім її перейменували на честь Святої Катерини. Петро І вручив нагороду дружині 1714 р. — у день її тезоіменитства — й більше за його життя відзначення орденом не проводили. Після смерті Петра, ставши імператрицею, Катерина І удостоїла ордена двох доньок та ще шістьох осіб, з-поміж яких був 11-річний син князя Меньшикова, Олександр — єдиний чоловік, що одержав цю суто жіночу нагороду. Згідно зі статутом, отримати відзнаку могли лише дворянки, зокрема іноземки, але за які конкретно заслуги — не вказувалося. Нагороджували за доброчинність, просвітницьку діяльність, заслуги батьків або чоловіка. Також відомі випадки нагороджень жінок, що відзначилися під час військових дій. Крім того, ордена удостоювали всіх великих князівен — після народження та іноземних принцес, які були нареченими великих князів, — після заручин.
Орден мав два ступені, до його знаків належали хрест, зірка та стрічка. На аверсі центрального медальйона хреста була зображена свята Катерина, а на реверсі — пара орлів, що захищає від змій руїни башти, на верхівці якої розміщене гніздо з пташенятами. Зверху був напис «Трудами зрівнюється з чоловіком». На зірці та стрічці ордена (спочатку білій, а після 1797 р. — червоній) зазначали слова девізу відзнаки — «За любов та Вітчизну».
Нагорода була другою за старшинством в ієрархії відзнак імперії і проіснувала аж до революційних подій 1917-го. За весь час нею заохотили понад 700 жінок. Кілька років тому в Російській Федерації встановили схожий орден — Святої великомучениці Катерини, але він призначений для удостоєння і жінок, і чоловіків. До речі, вважається, що поширений нині звичай перев'язувати хлопчиків-немовлят блакитною стрічкою, а дівчаток — рожевою з'явився саме завдяки традиції відзначати після народження великих князів орденом Андрія Первозванного, а великих князівен — орденом Святої Катерини й перев'язувати їх стрічками цих нагород: синього та червоного кольорів.
Інших жіночих орденів у Російській імперії не було, однак панянок також заохочували деякими медалями та знаками. Один з перших таких прецедентів пов'язаний з нагородою «У пам'ять Вітчизняної війни 1812 року». Спочатку було встановлено срібну таку медаль, а потому — бронзову, яку в лютому 1816-го й дозволили носити жінкам, щоправда, у зменшеному вигляді. Медалей випустили понад 7,6 тисячі, й отримували їх вдови офіцерів, які загинули в боях, та жінки, що працювали в лазаретах або вносили великі грошові пожертви для воїнів.
1828 р. імператор Микола І для вшанування пам'яті покійної матері Марії Федорівни, яка опікувалася виховними, благодійними та освітніми закладами, затвердив Маріїнську відзнаку бездоганної служби. Нею нагороджували жінок за старанну службу в «установах імператриці Марії». Знак був двох ступенів: перший мав вигляд хреста і призначався для заохочення тих, хто пропрацювали понад 25 років, а другий — у формі медалі — за службу від 15 до 25 років. Нагороду носили на лівому плечі, не знімаючи.
Також існувала низка медалей для відзначення сестер милосердя, які допомагали пораненим під час військових кампаній, наприклад, медаль «Для сестер Хрестовоздвиженської спільноти в Фінляндії 1854—1856». Суто жіночою була й перша відзнака Червоного хреста двох ступенів 1878 року, однак уже її наступниці призначалися для заохочення членів товариства обох статей.
Останньою з-поміж жіночих нагород в імперії з'явилася відзнака Святої Рівноапостольної княгині Ольги, якій, попри офіційну назву, нерідко приписують статус ордена. Про встановлення нової нагороди для відзначення жінок за державну й громадську службу вперше оголосили в лютому 1913-го, проте її розробка затяглася до липня 1915 р. Відзнака мала три ступені: перші два — у формі хреста з круглим медальйоном, на якому зображена свята Ольга, а знак третього становив собою овальний медальйон із прорізним хрестом. Передбачалося, що в разі отримання вищих ступенів цієї нагороди нижчі не зніматимуть.
Удостоювати знака мав право імператор та, з його дозволу, імператриця як на власний розсуд, так і за поданням керівників міністерств та відомств. Перелік підстав для заохочення був доволі широкий: багаторічна бездоганна служба, благодійна діяльність, заслуги в науці та мистецтві, відважні вчинки тощо. Окремо слід зауважити на можливості нагородження матерів-героїнь, подвиги яких «гідні увіковічення в літописах Вітчизни». Адже перше і єдине в історії відзнаки її вручення відбулося саме за цим приписом. У квітні 1916-го знак другого ступеня отримала Віра Панаєва — мати чотирьох синів, троє з яких загинули на фронтах Першої світової. Вони були офіцери Охтирського гусарського полку й кавалери ордена Святого Георгія четвертого ступеня.

## Наголос на материнстві
Після розпаду Російської імперії з'явилися наміри щодо встановлення українських національних нагород. Зокрема, у травні 1918-го за доручення гетьмана Української Держави Павла Скоропадського комісія розробила пропозиції щодо системи нагород, у якій чільне місце посідав орден Святої княгині Ольги — для відзначення заслуг жінок «на громадському полі». Однак втілити задум у життя не судилося: після низки змін влади Україна ввійшла до складу Радянського Союзу. У нагородній справі СРСР вперше зробили наголос на ролі жінки як матері. У липні 1944 р. Верховна Рада Союзу встановила звання та орден до нього «Мати-героїня», ордени «Материнська слава» трьох ступенів та медалі Материнства двох ступенів. Започаткування такого різновиду нагород відбулося з кількох причин. Передусім, необхідно було підвищувати народжуваність, адже країна зазнала мільйонних людських втрат у війні. Крім того, керівництво держави прагнуло відзначити багатодітних матерів, сини та доньки яких загинули на фронті.
Орден «Мати-героїня» мав форму п'ятикутної зірки. Звання належало до переліку найвищих відзнак, його присвоювали за народження та виховання 10-ти і більше дітей. За дев'ять, вісім чи сім дітей вручали орден «Материнська слава» відповідно першого, другого або третього ступеня. Нагорода становила собою овальний медальйон, на якому розташовувалася фігура жінки з малям на руках. Щоб одержати медаль Материнства (на її аверсі також було зображено матір та дитину), треба було мати п'ять або шість нащадків. Нагород удостоювали після того, як останній дитині виповнювався рік, та в разі, якщо всі попередні діти були живі, окрім тих, хто загинули або зникли безвісти під час виконання військового обов'язку, порятунку чужого життя, охорони порядку тощо. Зазначених осіб, як і усиновлених дітей, враховували під час нагородження. Перше присвоєння звання «Матері-героїні» відбулося восени 1944 р. Орден за номером один вручили Анні Алексахіній — матері 12 дітей, вісім з яких воювали на фронті і четверо не повернулися.  Загалом до початку 1990-х звання удостоїли близько 430 тис. жінок. Була з-поміж його лауреаток і «антигероїня» — Нінель Овечкіна, яка 1988-го разом з дітьми захопила пасажирський літак для втечі з країни. Цікаво, що в середині ХХ ст. відзнаки для матерів встановлювали в багатьох країнах «соцтабору», й частина з них відтворювали радянські, приміром в Албанії, Румунії.
На пострадянському просторі традиція відзначати за виховання дітей збереглася в більшості держав, до того ж у деяких з них нагороди призначені не тільки для жінок, а для обох батьків. У Білорусі є орден Матері (від 5 дітей), у Росії — орден та медаль «Батьківська слава» (від 6 та 4 дітей), у Вірменії — також медаль «Батьківська слава» (від 6 дітей), у Казахстані — «Золота підвіска» та «Срібна підвіска» (6 та від 7 дітей), у Молдові — орден «Вдячність Батьківщини» (від 5 дітей). У Киргизії орденом «Мати-героїня» нагороджують не лише жінок, що мають сім і більше нащадків, а й тих матерів, чиї діти були удостоєні звання Героя Киргизької Республіки. Подібна ситуація і з медаллю «Материнська слава»: щоб отримати її, треба мати 6 дітей або понад 15 років бездоганно працювати в закладах для дітей-сиріт чи дітей з інвалідністю, або зробити внесок у захист материнства й дитинства. Ще у двох країнах започаткували нагороди для відзначення жінок за державну й громадську діяльність. У Грузії це орден Цариці Тамари, а в Туркменістані — орден «Жіноча душа».

## Україна

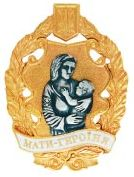
Нагрудний знак «Мати-героїня»

В Україні ідея запровадження відзнак для вшанування жіноцтва виникла на початку 1997 року: з відповідним проектом у Відділ державних нагород Адміністрації Президента звернулися представники Міністерства в справах сім'ї та молоді. За їх задумом передбачалося створення медалі «Материнська слава» та ордена Святої княгині Ольги трьох ступенів. Питання започаткування медалі «Материнська слава» викликало сумніви, зокрема, щодо принципу призначення нагороди за кількістю дітей, адже навіть в умовах демографічної кризи визначальним мав бути не факт народження дитини, а її якісне виховання в родині. Зрештою пропозицію щодо заснування медалі вирішили відкласти.
- Пропозицію стосовно встановлення ордена княгині Ольги сприйняли схвально, адже вона мала вагоме історичне обґрунтування й була продовженням нагородотворчих спроб Української Держави 1918 р. Тож 15 серпня 1997-го була затверджено Орден княгині Ольги I, II, III ступенів — державну нагороду України для відзначення жінок за визначні заслуги в державній, виробничій, громадській, науковій, освітянській, культурній, благодійницькій та інших сферах суспільної діяльності, вихованні дітей у сім'ї. Автор ескізу — О.Руденко. Нагорода становить собою овальний медальйон з зображенням княгині Ольги в центрі, прикрашений чотирма аметистами у вигляді хреста, що кріпиться до банта бузкового кольору. Вручення перших відзнак відбулося 22 серпня 1997 року і, як передбачалося, з-поміж лауреаток були різні жінки: чемпіонка з легкої атлетики, ректор інституту, солістка ансамблю, багатодітна матір. За 21 рік існування нагороди список жінок, нагороджених орденом княгині Ольги, продовжує зростати.
- 2004-го в Україні з'явилося почесне звання «Мати-героїня». Воно присвоюється біологічним матерям п'ятьох і більше дітей восьмирічного віку, однак з приміткою про врахування «внеску у виховання дітей у сім'ї, створення сприятливих умов для здобуття дітьми освіти, розвитку їхніх творчих здібностей, формування високих духовних і моральних якостей». Нагорода має ту ж форму, що й знаки інших почесних звань України, але в її основі — зображення матері з дитиною, поле щита державного герба — синього кольору, а вінок, що обрамляє медальйон, — ажурніший. Крім того, цей знак, на відміну від інших «почесних», з 2012 р. виготовляють не зі срібла, а з латуні.

В Україні відзнаки для жінок є не лише з-поміж державних нагород — вони також започатковані в деяких громадських організаціях. Наприклад, ВГО «Країна» має офіційні відзнаки для заохочення матерів, дружин, коханих та жінок, що беруть участь в антитерористичній операції. Лише в царині відомчих відзнак жіночі нагороди відсутні.